# Могильник курганний (охоронний №7802)
Могильник курганний охоронний №7802 (2 кургани).
Більший – «Федорівка» – знаходиться у м. Кривий Ріг, Покровський район, мікрорайон Зарічний, 0,3 км на схід від об’їзної дороги. Менший – на відстані в 0,05 км від більшого. 

## Передісторія
Курган «Федорівка» було виявлено у 1983 році археологом О. О. Мельником. Відноситься до епохи бронзи.

## Пам’ятка
Курган «Федорівка» має форму сплощеної напівсфери, поверхня бугриста від запливших ям, частково задернована. Висота 4,2 м, діаметр 60 м. Пола кургану до 5 м підрізана польовою дорогою і земельними ділянками дач. На сплощеній вершині металева піраміда пункту тріангуляції обкопана квадратним ровом зі стороною 7 м. На північно-східному схилі в 10 м від центру кургану сліди заплившого окопу часів Другої світової війни шириною 1,5 м, глибиною 0,5 м. В 19 м на південь огорожа дачної ділянки (майже на половині висоти насипу). На північно-східній полі будівельне сміття. В 50 м на південний захід від кургану «Федорівка» розораний до висоти 0,7 м другий курган. Сучасний діаметр 20 м. Інформаційні таблички відсутні.